# Hani i Elezit
Hani i Elezit (Servisch: Ђенерал Јанковић/Đeneral Janković) is een gemeente in het Kosovaarse district Ferizaj.
Hani i Elezit telt 10.139 inwoners. De oppervlakte bedraagt 82,9 km², de bevolkingsdichtheid is 122 inwoners per km².
De gemeente is in 2005 afgesplitst van Kaçanik.
Deçan · Dragash · Gjakovë · Ferizaj · Fushë Kosovë · Gllogovc · Gjilan · Gračanica (Graçanicë) · Hani i Elezit · Istog · Junik · Kaçanik · Kamenicë · Klinë · Klokot (Kllokot) · Leposavić (Albanik) · Lipjan · Malishevë · Mamuşa (Mamushë) · Mitrovicë · Novobërdë · Obiliq · Parteš (Partesh) · Pejë · Podujevë · Pristina (Prishtinë, Priština) · Prizren · Rahovec · Ranilug (Ranillug) · Skënderaj · Štrpce (Shtërpcë) · Shtime · Suharekë · Viti · Vushtrri · Zubin Potok (Zubin Potok) · Zvečan (Zveçan)